# Іран на Олімпійських іграх
Іран бере участь в Олімпійських іграх з 1948 року. Однак, шпажист Фрейдун Мальком, який виступав на Іграх 1900 року, був іранцем, тому Іран був представлений також на II літніх Олімпійських іграх. НОК Ірану було утворено 1947 року.
Іран бойкотував Ігри 1980 року в Москві й 1984 року в Лос-Анджелесі. 
Більшість своїх медалей іранці здобули в боротьбі.

## Таблиці медалей

### Медалі літніх Ігор

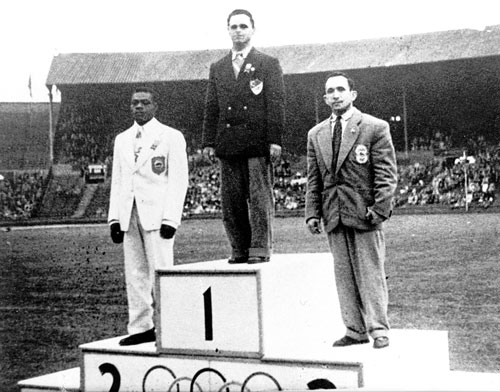
Перша олімпійська медаль для Ірану, Джафар Салмасі

| Ігри              | Золото          | Срібло          | Бронза          | Загалом         | Місце           |
| ----------------- | --------------- | --------------- | --------------- | --------------- | --------------- |
| Париж 1900        | 0               | 0               | 0               | 0               | —               |
| 1904–1936         | не брали участі | не брали участі | не брали участі | не брали участі | не брали участі |
| Лондон 1948       | 0               | 0               | 1               | 1               | 34              |
| Гельсінкі 1952    | 0               | 3               | 4               | 7               | 30              |
| Мельбурн 1956     | 2               | 2               | 1               | 5               | 14              |
| Рим 1960          | 0               | 1               | 3               | 4               | 27              |
| Токіо 1964        | 0               | 0               | 2               | 2               | 34              |
| Мехіко 1968       | 2               | 1               | 2               | 5               | 19              |
| Мюнхен 1972       | 0               | 2               | 1               | 3               | 28              |
| Монреаль 1976     | 0               | 1               | 1               | 2               | 33              |
| Москва 1980       | не брали участі | не брали участі | не брали участі | не брали участі | не брали участі |
| Лос-Анджелес 1984 | не брали участі | не брали участі | не брали участі | не брали участі | не брали участі |
| Сеул 1988         | 0               | 1               | 0               | 1               | 36              |
| Барселона 1992    | 0               | 1               | 2               | 3               | 44              |
| Атланта 1996      | 1               | 1               | 1               | 3               | 43              |
| Сідней 2000       | 3               | 0               | 1               | 4               | 27              |
| Афіни 2004        | 2               | 2               | 2               | 6               | 29              |
| Пекін 2008        | 1               | 0               | 1               | 2               | 51              |
| Лондон 2012       | 4               | 5               | 3               | 12              | 17              |
| Ріо 2016          | 3               | 1               | 4               | 8               | 25              |
| Усього            | 18              | 21              | 29              | 68              | 44              |

### Медалі за видами спорту
| Вид спорту     | Золото | Срібло | Бронза | Загалом |
| -------------- | ------ | ------ | ------ | ------- |
| Боротьба       | 9      | 14     | 20     | 43      |
| Важка атлетика | 7      | 5      | 6      | 18      |
| Тхеквондо      | 2      | 1      | 3      | 6       |
| Легка атлетика | 0      | 1      | 0      | 1       |
| Усього         | 18     | 21     | 29     | 68      |